# Phyllomyias reiseri
Phyllomyias reiseri е вид птица от семейство Tyrannidae.

## Разпространение
Видът е разпространен в Бразилия и Парагвай.